# Frontière entre la Communauté économique européenne et la Yougoslavie
 (juin 2025).
Si vous disposez d'ouvrages ou d'articles de référence ou si vous connaissez des sites web de qualité traitant du thème abordé ici, merci de compléter l'article en donnant les références utiles à sa vérifiabilité et en les liant à la section « Notes et références ».
La frontière entre la Communauté économique européenne (CEE), puis l'Union européenne (UE), et la Yougoslavie est apparue avec la création de la Communauté économique européenne en 1958 et a disparu lors de la disparition de la Yougoslavie.
À sa création, cette frontière se superposait à la frontière entre l'Italie et la Yougoslavie.
Lors de l'adhésion de la Grèce à la Communauté économique européenne en 1981, la frontière entre la Grèce et la Yougoslavie prolonge la frontière entre la CEE et la Yougoslavie.
Lors de l'éclatement de la Yougoslavie en 1991-1992, la majeure partie de cette frontière est remplacée par la frontière entre, d'une part, la CEE et, d'autre part, la Slovénie (frontière italo-slovène), la Croatie (frontière italo-croate) et la Macédoine (aujourd'hui Macédoine du Nord ; frontière entre gréco-macédonienne), trois États nouvellement indépendants. La frontière restante avec ce qui restait de la Yougoslavie correspond alors à l'actuelle frontière entre l'Italie et le Monténégro. La CEE devient l'Union européenne en 1993, sans que cela n'affecte la frontière. La Yougoslavie devient la Serbie-et-Monténégro en 2003, puis le Monténégro devient indépendant en 2006, mettant un terme à cette frontière.